# Ponorka Holland 602
Typ Holland 602 byla třída ponorek vyvinutá americkou loděnicí Electric Boat Company. Jejich uživatelé je obvykle označovaly jako třídu H, v Rusku to byla třída AG jako Amerikanskij Golland. První tři jednotky byly postaveny pro americké námořnitvo jako třída H, které byly ve službě od roku 1913. Po vypuknutí první světové války další ponorky objednala Velká Británie, Itálie a Rusko (šest původně ruských ponorek bylo dokončeno pro americké námořnictvo). Britové dvě své ponorky přenechali Kanadě a dalších šest Chile. Jednu ztroskotanou britskou ponorku odkoupilo Nizozemsko. Pět původně ruských carských ponorek provozovalo nástupnické námořnictvo Sovětského svazu. Část ponorek tohoto typu byla ve službě ještě za druhé světové války.

## Uživatelé
Chile - Chilské námořnictvo
- Britská třída H

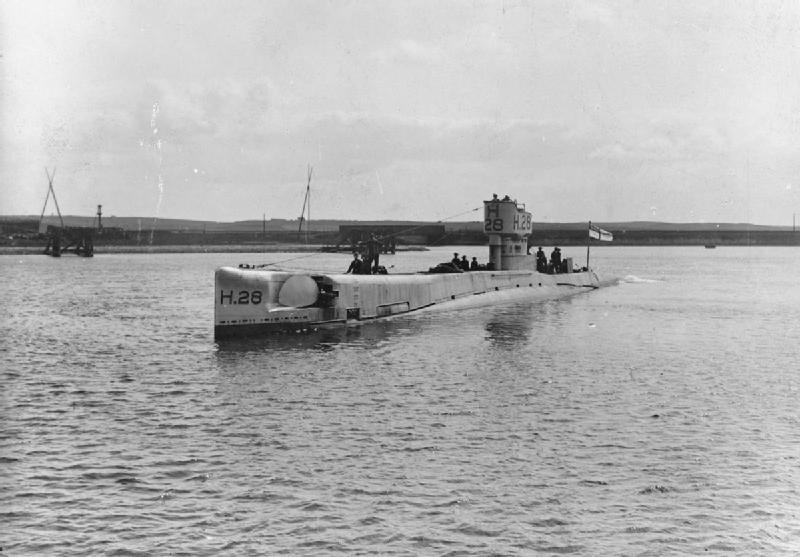
Britská ponorka HMS H28

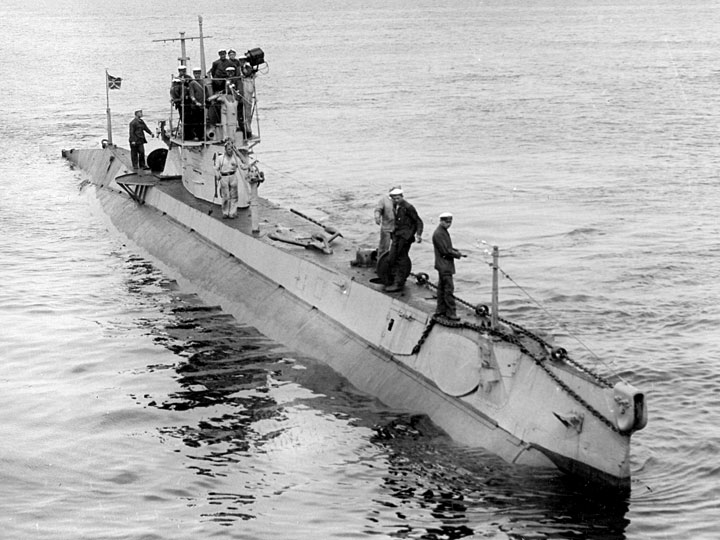
Sovětská ponorka Kommunist (ex AG-24)

  - H1–H6 (6 ks, ex HMS H13, HMS H16–H20)[2]

 Itálie - Italské královské námořnictvo
- Třída H (H1–H8, 8 ks)[3]

 Kanada - Kanadské královské námořnictvo
- Britská třída H
  - CH-14 a CH-15 (2 ks, ex HMS H14 a H15)[1]

 Nizozemsko - Nizozemské královské námořnictvo
- Roku 1916 internovalo a později odkoupilo ztroskotanou britskou ponorku HMS H-6.[1]

 Ruské impérium - Ruské carské námořnictvo
- Třída AG[4]
  - Baltské loďstvo: AG-11 - AG-15 (5 ks)
  - Černomořské loďstvo: AG-21 - AG-26 (6 ks)
  - Bělogvardějská námořní eskadra – za občanské války provozovala ponorku AG-22

 Sovětský svaz - Sovětské námořnictvo
- Provozovalo původně carské ponorky AG-21 (Metallist), AG-23 (Nezamozhnyi), AG-24 (Kommunist), AG-25 (Marxist) a AG-26 (Politrabotnik)

 USA - Námořnictvo Spojených států amerických
- Třída H
  - H-1 až H-9 (9 ks, H-4 až H-9 původně určeny pro ruské námořnictvo)[5]

 Spojené království - Britské královské námořnictvo
- Třída H
  - H1–H10 (10 ks), H11–H12 (2 ks, H13–H20 předány Chile a Kanadě), H21–H52 (34 ks, z toho 11 nedokončeno)[1]